# Kalojan
Kalojan (av bulgariska Калоян, av latin Caloiohannes, av grekiska epitetet Kaloiōannēs, "gode Johannes", för bysantinska kejsare; Kalojan Asen, Johanizza, "Romardödaren"), Ivan I, född omkring 1165, död 1207, var tsar av Bulgarien 1197 till 1207. Grundläggare av dynastin Asen. Kalojan var yngre bror till Ivan Asen I och Peter IV. Enligt medeltida bysantinska och västeuropeiska källor var Kalojan av vlachisk härkomst.

## Biografi
Dynastins namn, Asen, är dock mest sannolikt av turkiskt (kumanskt) ursprung. I hans egna förvaltningshandlingar och i korrespondensen med påven Innocentius III betraktar Kalojan sig själv som en ättling och arvtagare till de bulgariska tsarerna Samuil, Peter I och Simeon I, och riket som han härskade över såg han som en fortsättning på det första bulgariska riket. Före 1204 var Kalojan inblandad i utdragna förhandlingar med påven Innocentius III, där han lovade att förena den bulgariska kyrkan med den romersk-katolska kyrkan om påven erkände hans ställning som tsar. Påven skickade ett sändebud med en kungakrona istället.
Enligt Geoffroi de Villehardouins krönikor hade Kalojan (som han kallar "Johannizza, kung av Bulgarien och Valakiet") upprepade gånger angripit Adrianopel före 1204. 1204 erövrade korsfararna i det fjärde korståget Konstantinopel och grundade Latinska riket på Bysantinska rikets ruiner. De krönte Balduin, greve av Flandern (IX) och Hainault (VI), till kejsare av Konstantinopel.
"Grekerna" (som i detta fall syftar på de östligt ortodoxa före detta bysantinska undersåtarna, i motsats till de romersk-katolska "latinarna") skickade sändebud till Kalojan och lovade att utropa honom till kejsare om han gav dem skydd. Korsfararna, tillsammans med venetianerna under dogen Enrico Dandolo, utmanade Kalojan, och den 29 mars 1205 belägrade de Adrianopel, som Kalojan hade placerat under sitt beskydd. Kalojan skyndade sig till Adrianopel med en stor här bestående av bulgarer, vlacher, och 14 000 kumanska legosoldater. Torsdagen den 14 april 1205 mötte korsfararna Kalojan nära fästningen i Adrianopel i vad som kom att kallas slaget vid Adrianopel. Kalojan besegrade korsfararna och tog kejsare Baldvin till fånga. Balduin satt fängslad i Bulgariens huvudstad Tărnovo till sin död 11 juni 1205, trots upprepade hot från påven om ett korståg mot Bulgarien.
Efter slaget vid Adrianopel inledde Kalojan ett skoningslöst krig mot både grekerna och latinarna. På sommaren 1205 höll Kalojan allt på den västra sidan av Dardanellerna utom Rodosto och Selymbria. Samtidigt hade Teodor I Laskaris, kejsare av Nicaea, tagit ett stort område öster om Konstantinopel, efter att staden erövrats av korsfararna.
Kalojan förföljde Boniface, markisen av Montferrat och ledare för fjärde korståget, och förstörde Seres och Philippopolis. 31 januari 1206 dödade Kalojans styrkor 120 franska riddare nära Rusium, och kort därefter tog de Arpos (som kallades Neapel av korsfararna) med våld, dödade eller förslavade dess invånare, och förstörde staden. När nyheten om Arpos öde nådde staden Rodosto flydde venetianerna och de flamländska och franska soldater som vaktade staden, och de kvarvarande invånarna gav sig för Kalojan. Han erövrade sedan städerna Panedor, Heraklea (en hamn som ägdes av venetianerna), Daonium, Tzurulum och Athyra. Korsfararna hade nu bara Konstantinopel och de två närbelägna städerna Bizye och Selymbria kvar.

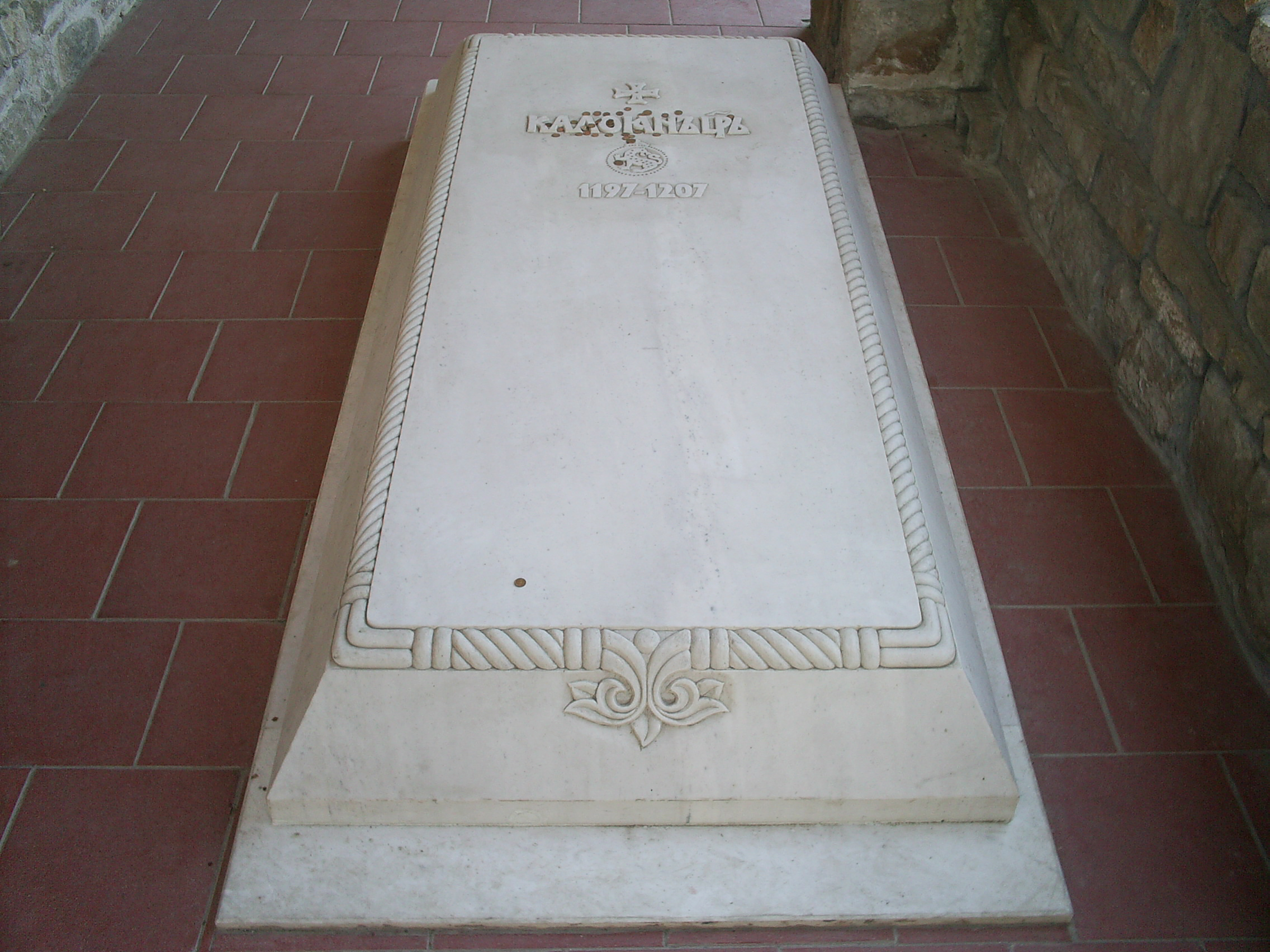
Kalojans grav i Veliko Tărnovo

Korsfararna fick sedan ett antal små segrar, och började anfalla de områden som hölls av Teodor I Laskaris, kejsaren av Nicaea. I början av mars 1207 bildade Kalojan och Teodor en allians mot korsfararna. I april 1207 belägrade Kalojan Adrianopel, men efter en månad gav sig kumanerna av, och Kalojan avbröt belägringen. I juni gick Teodor I Laskaris med på två år av vapenvila med korsfararna, som nu leddes av Balduins bror Henrik av Flandern. 4 september attackerade en grupp bulgarer Boniface de Montferrat, dödade honom och skickade hans huvud till Kalojan. Kort därefter blev Kalojan dödad i sömnen av Manastre, ledaren för de kumanska legosoldaterna i hans armé, under belägringen av Thessaloniki.